# The 48 Laws of Power
The 48 Laws of Power är ett verk av Robert Greene, publicerat av Joost Elffers. Verket har jämförts med Niccolò Machiavelli's Fursten, med den skillnaden att den inte riktar sig till kungligheter utan den breda massan. Verket har formen av en manual som erbjuder lagar för den som eftersträvar att öka makten i sitt liv. Verket har som mål att illustrera att "vissa åtgärder alltid ökar någons makt ... medan andra minskar den och till och med förgör oss". Verket har blivit mycket populärt bland hiphop-musiker och producenter.